# غرونياردو
غرونياردو (بالإيطالية: Grognardo)‏ هي بلدية في مقاطعة ألساندريا في إقليم بييمونتي في إيطاليا.

## السكان
في سنة 1861 بلغ عدد السكان 794 نسمة، وتطور العدد ليصل في سنة 2011 لـ 296 نسمة.
يظهر هذا المخطط البياني تطور النمو السكاني لـ غرونياردو